# 葉彩育
葉彩育（1942年—2012年3月），藝名葉玲，是1960年代的著名台灣歌手，走紅香港及東南亞歌壇，曾被譽為「美艷歌后」。可惜晚年罹患運動神經元疾病（ALS），亦因為她乘搭2006年包機返台就醫，成為兩岸醫護直航的首例。2012年3月初在台湾逝世。

## 早年生活
葉彩育是台灣宜蘭縣南澳鄉泰雅族人。16歲時就參加台灣文化工作隊，並拜著名音樂教授為師，以美聲唱法逐漸在台灣樂壇嶄露頭角，改藝名為葉玲。

## 走紅歌壇
自1940年代末至1950年代起，葉玲在歌廳秀當紅，當年白嘉莉開場的秀，葉玲就是壓軸。當時台灣的大學生月薪才1000元，但葉玲能賺五萬元，可見她有多受歡迎。

### 經典名曲
葉玲出過兩張唱片，亦時常受邀上群星會。當年她的成名曲包括有《夜來香》、《高山青》、《情人眼淚》等。

### 知名國內外地
葉玲的歌聲委婉動聽，加上外型美麗脫俗，曾被譽為「美艷歌后」。她曾先後赴澳門、香港、馬來西亞等地巡迴演出，所到之處都引起轟動，並被香港電懋公司相中赴香港投身電影界。參予過的國語電影包括：
- 《卡門》
- 《蝴蝶夫人》
- 《羅夢娜》

但本性純真的葉玲不慣香港的喧囂嘈雜，不久後回台灣專心於歌唱藝術事業。1967年，年僅25歲的葉玲選擇在演藝事業顛峰期急流勇退，與程家昌先生結婚退出歌壇，赴美國專心相夫教子，晚年則轉赴上海定居。

## 罹患漸凍人症
2004年，葉玲開始出現手指末梢軀幹麻木酸痛，逐漸失去運動能力的症狀，經醫生檢查確認為罹患罕見的「運動神經元疾病」（俗稱漸凍人症）。及至2005年6月，病情惡化轉入上海華山醫院治療，病情雖然獲得控制，但已經失去自主呼吸能力，只能依靠呼吸機維持生命。

## 返台就醫
葉玲丈夫程家昌其後決定送葉玲回台灣照護，起初欲透過國際救援中心(SOS)組織的醫療專機運送。但由於SOS專機無法從上海直飛台灣，僅能循運送當年墮馬受傷林志玲模式，先到香港落地、再換機回台灣，加上SOS專機費用昂貴，與及此舉涉及中轉時上下換機，對需要依靠呼吸機仰臥呼吸的葉玲做成風險，故此SOS專機不可行。
於2005年11月，程家昌聽聞2006年兩岸續辦台灣居民包機，便積極向海基會等單位爭取葉玲能以春節包機運送。鑑於葉玲需要使用呼吸機，這會涉及機艙內氧氣、電力供應等技術問題，一般民航飛機基於飛行安全考慮，多不願承擔此類醫療後送服務。最後由中華航空公司確定隨行醫療儀器安全無虞下，答應全力配合後送計劃，讓葉玲女士安全返台。
上海華山醫院特意地指派主治醫師蔣雯巍與護士長袁建華隨行全程照護。原本台灣居民包機的原則是只容許台灣人士乘搭，但基於人道考慮，海基會與台灣的陸委會協調，採用專案方式核發兩位大陸醫護人員入台證，以便在台停留。在正式運送之前，華山醫院與華航進行了多次演練，而上海浦東國際機場海關均承諾予以方便。
2006年1月20日中午時份，葉玲臥在擔架醫療床上，由大陸的醫護人員和夫婿的陪同下，搭乘中華航空CI586航機，由上海浦東國際機場，前往台北中正國際機場。